# Alfonso Vincenzo Amarante
Alfonso Vincenzo Amarante (Pagani, 26 dicembre 1970) è un arcivescovo cattolico italiano, dal 1º agosto 2023 rettore della Pontificia Università Lateranense.

## Biografia
Alfonso Vincenzo Amarante è nato a Pagani, provincia di Salerno e diocesi di Nocera Inferiore-Sarno, il 26 dicembre 1970.

### Formazione e ministero sacerdotale
Nel 1990 è ammesso nel postulandato della Congregazione del Santissimo Redentore della provincia Napoletana Redentorista dell'Italia Meridionale. Il 29 settembre 1993 emette la professione dei voti temporanei, confermati in modo perpetuo nel 1996. Nello stesso al termine consegue il baccalaureato in teologia presso la Pontificia facoltà teologica dell'Italia meridionale, sezione di San Luigi.
Il 21 giugno 1997 riceve l'ordinazione sacerdotale.
Nel 1999 ottiene la licenza in storia della Chiesa presso la Pontificia Università Gregoriana e nel 2002 consegue il dottorato in teologia. Completa i suoi studi frequentando il corso di teologia morale presso la Pontificia Accademia Alfonsiana.
Nel 2010 riceve la nomina a consultore presso il Congregazione delle cause dei santi. Mel 2016 diviene tesoriere dell'Associazione dei Professori di Storia della Chiesa in Italia.
Nel 2014 è nominato vicepreside della Pontificia Accademia Alfonsiana, per diventarne preside nel 2018. Nello stesso anno è nominato segretario della Conferenza rettori università e istituzioni pontificie romane (CRUIPRO).
Nel 2019 papa Francesco lo nomina visitatore dell'Agenzia della Santa Sede per la valutazione e la promozione della qualità delle università e facoltà ecclesiastiche (AVEPRO).

### Ministero episcopale
Il 1º agosto 2023 papa Francesco lo nomina rettore della Pontificia Università Lateranense, elevandolo contestualmente alla dignità arcivescovile e assegnandogli la sede titolare di Sorres.
Il 6 ottobre successivo ha ricevuto l'ordinazione episcopale, nella basilica di San Giovanni in Laterano, dal cardinale Joseph William Tobin, arcivescovo metropolita di Newark, co-consacranti i cardinali Angelo De Donatis, vicario generale per la diocesi di Roma, e José Tolentino de Mendonça, prefetto del Dicastero per la cultura e l'educazione.

### Stemma e motto
Al coniugio fra «l'Amore» e «la Verità» – a cui ha fatto riferimento papa Francesco nella bolla di nomina – mons. Amarante desidera ispirare il suo ministero episcopale al servizio di Dio e della Chiesa. Il disegno dello stemma ha tradotto con linguaggio araldico l'intento e i desideri dell'arcivescovo.
Lo scudo è inquartato in banda e sbarra ondate, d'argento, nel 1º, alla fontana di due vasche, zampillante, accompagnata in capo da due colombe bianche, volanti, affrontate, il tutto al naturale; nel 2º fusato in sbarra, di quattro pezzi, d'oro e di rosso amaranto; nel 3º fusato in banda, come del 2º; nel 4º d'azzurro, al calvario caricato di una lancia e di una canna cimata da una spugna, il tutto al naturale, accompagnato dalle lettere IS e dal monogramma MA, d'oro, il capo di rosso, all'evangeliario, aperto e disteso, al naturale. Lo scudo, timbrato dal cappello arcivescovile, è accollato alla croce doppia trilobata. Il cartiglio reca in lettere capitali il motto «AMOR ET VERITAS».
La figura principale è la fontana, simbolo della grazia divina, fonte dell'amore e della verità (le candide due colombe che ad essa si abbeverano). Dalla medesima fonte scaturiscono i due rivoli d'acqua che dagli angoli superiori s'incrociano al centro dello scudo, raggiungendo le altre tre parti che lo compongono. Queste evocano l'esperienza di formazione religiosa, culturale e di docenza vissuta in Roma (i colori oro e amaranto, propri dell'Urbe) presso la Pontificia Accademia Alfonsiana (di cui è riprodotto lo stemma), nella Congregazione del Santissimo Redentore.

## Genealogia episcopale
La genealogia episcopale è:
- Cardinale Scipione Rebiba
- Cardinale Giulio Antonio Santori
- Cardinale Girolamo Bernerio, O.P.
- Arcivescovo Galeazzo Sanvitale
- Cardinale Ludovico Ludovisi
- Cardinale Luigi Caetani
- Cardinale Ulderico Carpegna
- Cardinale Paluzzo Paluzzi Altieri degli Albertoni
- Papa Benedetto XIII
- Papa Benedetto XIV
- Cardinale Enrico Enriquez
- Arcivescovo Manuel Quintano Bonifaz
- Cardinale Buenaventura Córdoba Espinosa de la Cerda
- Cardinale Giuseppe Maria Doria Pamphilj
- Papa Pio VIII
- Papa Pio IX
- Cardinale Gustav Adolf von Hohenlohe-Schillingsfürst
- Arcivescovo Salvatore Magnasco
- Cardinale Gaetano Alimonda
- Cardinale Agostino Richelmy
- Vescovo Giuseppe Castelli
- Vescovo Gaudenzio Binaschi
- Arcivescovo Albino Mensa
- Cardinale Tarcisio Bertone, S.D.B.
- Cardinale Joseph William Tobin, C.SS.R.
- Arcivescovo Alfonso Vincenzo Amarante, C.SS.R.